# Grand Hôtel de la citadelle de Namur
 (janvier 2023).
Si vous disposez d'ouvrages ou d'articles de référence ou si vous connaissez des sites web de qualité traitant du thème abordé ici, merci de compléter l'article en donnant les références utiles à sa vérifiabilité et en les liant à la section « Notes et références ».
Le Grand Hôtel de la citadelle de Namur est un hôtel disparu qui était situé à Namur, en Belgique.

## Histoire
La décision de construire le grand hôtel de la citadelle de Namur est prise après acceptation par le conseil communal du projet de l'industriel Michel Thonar le 1er août 1893.
Ce projet prévoyait la construction d'un hôtel de prestige doté d'un institut d'hydrothérapie[réf. à confirmer]. Il a été inauguré le 21 mai 1899.
À partir du 20 juin 1898, un funiculaire relie La Plante au Grand Hôtel de la Citadelle.
Il est détruit le 23 août 1914 dans un incendie secondaire aux bombardements allemands de la Première Guerre mondiale.